# Gegants de Vilobí d'Onyar
Els gegants de Vilobí d'Onyar són una expressió de la cultura popular de Vilobí d'Onyar i estan formats pel Sol, la Lluna i el gegantó Solet. El Sol i la Lluna, construïts l’any 1993 pel taller Ventura&Hosta, simbolitzen el dia i la nit, i van ser dissenyats pel vilobinenc Jordi Pujol i Coll amb una estètica inspirada en El Quixot i Sancho Panza. El gegantó Solet, estrenat el 2020, representa el fill d’aquesta parella i porta un llumí com el seu pare. Aquests gegants, anomenats Gegants Nous, participen activament en cercaviles i trobades arreu del territori sota la coordinació de la Colla Gegantera de Vilobí d’Onyar, Salitja i Sant Dalmai. El Sol i la Lluna existeixen en una versió antiga, recordats com els Gegants Vells, construïts el 1986 per Manel Cardellach. Van quedar fora d’ús el 1993 i es conserven  en desús de manera permanent.